# Podatność na rozmiękanie
Podatność na rozmiękanie – spadek wytrzymałości materiału pod wpływem wody. Cecha ta wyrażona jest bezwymiarowym współczynnikiem rozmiękania {\displaystyle k.} Największy spadek wytrzymałości wykazują materiały na bazie spoiw gipsowych (od 30 do 70%), materiały nienasiąkliwe, takie jak szkło i stal mają współczynnik bliski 1, co oznacza, że wilgotność nie ma wpływu na ich wytrzymałość.
{\displaystyle k={\frac {R_{c(n)}}{R_{c(s)}}}}  lub  {\displaystyle k={\frac {R_{zg(n)}}{R_{zg(s)}}},}
gdzie:
{\displaystyle k} – współczynnik rozmiękania [-],
{\displaystyle R_{c},R_{zg(n)}} – wytrzymałość na ściskanie (zginanie) próbki materiału nasyconej cieczą [MPa],
{\displaystyle R_{c(s)},R_{zg(s)}} – wytrzymałość na ściskanie (zginanie) suchej próbki [MPa].